# Jérémy Choplin
Pour les articles homonymes, voir Choplin.
Jérémy Choplin, né le 9 février 1985 au Mans (France), est un footballeur français qui évolue au poste de défenseur en Régional 1 au club d'Afa Football Association. Il peut également évoluer au milieu de terrain.

## Biographie
Jérémy Choplin est formé au Mans FC, avant d'être prêté à l'Aviron bayonnais en 2005-2006 puis à l'Entente SSG en 2006-2007, deux clubs de National. En 2008, il rejoint l'AS Beauvais toujours en National où il devient un membre essentiel de l'équipe première. L'année suivante, il s'engage au Rodez AF et inscrit un doublé contre le Paris SG en Coupe de France, égalisant puis offrant l'avantage lors du huitième de finale du club qui fait l'exploit de sortir le club de la capitale.
Après deux ans dans le club ruthénois, il signe en 2010 au SC Bastia qui vient de descendre en National. Le club corse remporte le championnat en fin de saison puis termine également champion de Ligue 2 dès la saison suivante. Il découvre donc la Ligue 1 lors de la saison 2012-2013.
Le 29 juillet 2013, il résilie son contrat et s'engage pour trois saisons en faveur du FC Metz, pensionnaire de Ligue 2. Le FC Metz remportant le championnat de Ligue 2 2013-2014, Choplin participe à trois montées en quatre saisons. Participant à vingt-et-une rencontres de Ligue 1, il connait une fin de saison compliquée, étant même envoyé en réserve, et est invité à se trouver un nouveau club au terme de la saison 2014-2015, n'entrant pas dans les plans du nouvel entraineur José Riga. Son contrat est alors résilié et il rejoint en juillet 2015 le Chamois Niortais FC pour deux saisons.
Après trois saisons à Niort, il rejoint l'AC Ajaccio à l'été 2018. Le 12 janvier 2020, lors du mercato hivernal, il quitte l'AC Ajaccio pour revenir dans son club formateur du Mans FC avec lequel il s'engage un an et demi. 
À l'été 2021, il s'engage en faveur du Gazélec Ajaccio.  
En 2023, à la suite de la liquidation du GFCA, il signe en janvier pour le club d'Afa en Régional 1.  

## Palmarès
- SC Bastia
  - Champion de France de National en 2011
  - Champion de France de Ligue 2 en 2012

- FC Metz 
  - Champion de France de Ligue 2 en 2014